# HMAS Bingera
HMAS Bingera – australijski patrolowiec i okręt pomocniczy z okresu II wojny światowej.  Zbudowany w 1935 kabotażowiec Bingera został zarekwirowany przez Royal Australian Navy (RAN) w 1939 i w różnych rolach służył do sierpnia 1946.

## Historia
Kabotażowiec Bingera został zbudowany w Dumbarton w stoczni Denny Bros na zamówienie australijskich linii żeglugowych Australasian Steam Navigation Company. Statek mierzył 200 stóp długości (61 m), 34 stopy (10,3 m) szerokości, zanurzenie wynosiło 9 stóp (2,7 m).  Pojemność brutto statku wynosiła 922 tony, maksymalna prędkość - 12 węzłów.
W latach 1936–1939 Bingera pływała w przybrzeżnych wodach Queenslandu.  Po wybuchu II wojny światowej statek został zarekwirowany przez RAN 2 grudnia 1939 i wszedł do służby 5 lutego 1942 jako HMAS Bingera (FY88) w roli pomocniczego okrętu ZOP (auxiliary anti-submarine vessel).  Okręt został przystosowany do swojej nowej roli w stoczni na Garden Island gdzie został wyposażony w pojedynczą armatę 4-calowa (102 mm), pojedynczą armatę 2-funtową (40 mm, zapewne typu „pom-pom”, dwa karabiny maszynowe Vickers (7,7 mm), 2 zrzutnie bomb głębinowych i do 60 bomb głębinowych.
W latach 1940–1944 Bingera służyła jako okręt patrolowy i szkolny przy wschodnich wybrzeżu Australii.  Okręt był obecny w Sydney Harbour w czasie japońskiego ataku 31 maja 1942. W czasie ataku Bingera patrolowała obszar pomiędzy Garden Island a Farm Cove chroniąc krążownik HMAS „Canberra”.  W czasie ataku jeden z japońskich miniaturowych okrętów podwodnych przeszedł niezauważony mniej niż 100 metrów od Bingery.
3 czerwca Bingera uratowała rozbitków z masowca Iron Chieftain storpedowanego przez japoński okręt podwodny I-21 27 mil na wschód od Sydney. 
Bingera wraz z HMAS „Doomba”, „Rockhampton”, „Yandra”, „Whyalla”, „Kybra”, „Arunta”, „Kalgoorlie” i HMIS Bombay stanowiły część pierwszej grupy eskortowej ustanowionej do ochrony konwojów płynących przy wschodnich wybrzeżu Australii która rozpoczęła działalność 8 czerwca 1942.
W latach 1944–1945 Bingera służyła jako okręt zaopatrzeniowy (stores carrier) w rejonie Nowej Gwinei. Już po zakończeniu wojny, na początku 1946, przez krótki okres służyła jako okręt remontowy latarni (lighthouse service vessel).
Okręt został wycofany do rezerwy 12 sierpnia 1946 i zwrócony właścicielowi 13 grudnia. W późniejszym czasie statek został sprzedany firmie ICI gdzie służył pod zmienioną nazwą Tarantui, w 1971 został zakupiony przez panamskie linie żeglugowe gdzie służył jako Locilina. Dalsze jego losy nie są znane.